# IC 2944
Az IC 2944 (más néven Caldwell 100) egy nyílthalmaz és köd a Centaurus (Kentaur) csillagképben.

## Tudományos adatok
Az IC 2944-ben rengeteg Bok-globula található meg, a két nagyobb, összeérő felhője külön-külön kb. 1,4 fényév átmérőjű, és együttesen mintegy 15 naptömegnyi anyagot tartalmaz.